# Åby, Ljungby kommun
Åby en bebyggelse i utkanten av tätorten Lagan i Berga socken, Ljungby kommun. 
1960 avgränsade SCB en tätort i området med 331 invånare. 1970 hade tätorten vuxit samman med Lagans tätort. 2015 hade området avskilts till en småort.